# Abkommen von Saltsjöbaden
Das Abkommen von Saltsjöbaden (schwedisch: saltsjöbadsavtalet) vom 20. Dezember 1938 zwischen dem Schwedischen Gewerkschaftsdachverband LO (Landsorganisationen i Sverige) und dem Schwedischen Arbeitgeberverband SAF (Svenska Arbetsgivareföreningen, heute: Konföderation Schwedischer Unternehmer Svenskt Näringsliv) stellte die Beziehungen zwischen Arbeitgebern und Arbeitnehmern in Schweden auf eine neue Grundlage.
Die vorhergehenden Jahrzehnte galt Schweden als das Land der Konflikte und Streiks. Es war das Land mit den meisten Arbeitskämpfen in Europa, eine Situation, unter der viele wirtschaftlich zu leiden hatten. Mit der Machtübernahme der Sozialdemokraten 1932 sollte sich dies ändern. Die Regierung zwang Gewerkschaften und Arbeitgeber konstruktive Verhandlungen zu führen. Die beiden Spitzenverbände kamen überein, tarifliche Fragen einvernehmlich zu regeln und somit eine Intervention der Politik zu verhindern. Beim Abkommen von Saltsjöbaden wurde nicht nur über Löhne entschieden, sondern zum Beispiel auch über das Rentenalter oder über Fragen des Arbeitsschutzes.
Das Abkommen legte den Grundstein für die zentralen Tarifverhandlungen unter der Federführung der beiden Spitzenverbände; ein Arrangement, welches bis in die 80er Jahre Bestand hatte und die industriellen Beziehungen in Schweden nachhaltig prägte und den Schwedischen Arbeitsmarkt befriedete.